# Fogas Péter
Fogas Péter (Budapest, 1944. március 28. – Budapest, 1986. március 16.) grafikusművész.

## Életpályája
Édesapja néhai Fogas József, az 1920-as, 30-as évek kiemelkedő bokszolója volt.
Érettségi után néhány évvel sikeresen felvételizett a Magyar Iparművészeti Főiskola typo-grafikai tanszékének alkalmazott grafika szakára, ahol 1974-ben diplomázott mint tervező művész. 1970-ben megnyerte az akkori politikai plakátpályázatot, győztes munkája az utcákon is látható volt. 1970-től kétévente részt vett részt a Varsói Biennálén. Ennek kapcsán 1974-ben munkájára felfigyelt Andy Warhol és meghívta egy amerikai kiállításra, amin nem tudott részt venni, mert munkái kiküldéséhez szükség lett volna – az akkori rendelkezések miatt – a Magyar Nemzeti Bank engedélyére, de ezt nem kapta meg.
Rendszeresen tervezett könyvborítókat (Magvető- és Örkény-sorozat), filmplakátokat (Partizánok, Szerelem a háborúban), céglogókat, emblémákat (Bútorért), illetve részt vett szinte az összes, HUNGEXPO által szervezett, magyar és külföldi kiállítások grafikáinak tervezésében.
Tagja volt az 1982-ben megrendezett Hamburgi Magyar Napok – melynek emblémája egy bála alakú bűvös kocka (egyik tanára Rubik Ernő volt a főiskolán) – és az OMÉK Kiállítás és Vásár nívódíjas tervezőkollektívájának. Az OMÉK-ra tervezett emblémája hosszú éveken keresztül volt a vásár logója. Dolgozott Plovdivban (vadászati vásár), Párizsban, Nyitrán, České Budějovicében, Londonban, Koppenhágában, Kielben, Moszkvában, Klagenfurtban, Odesszában. 1985 novemberében volt az utolsó külföldi munkája Salzburgban.